# ファイナー・フィーリングス
「ファイナー・フィーリングス」(Finer Feelings)は、オーストラリアの歌手、カイリー・ミノーグの楽曲。カイリーの4枚目のスタジオ・アルバム『あなたも、M?』に収録されており、第4弾シングルカットとしてリリースされた。

## 解説
シングル化される際にブラザーズ・イン・リズムによって新たにシングル用のミックスが作られた。
2012年にはデビュー25周年記念企画「K25」としてアビイ・ロード・スタジオでオーケストラとともにセルフカヴァーしたヴァージョンを発表し、アルバム『女神(アフロディーテ)のすべて 〜アビイ・ロード・セッションズ〜』に収録された。

## トラックリスト
| #  | タイトル | 作詞 | 作曲・編曲 |
| -- | --- | ---- | ---------- |
| 1. | 「ファイナー・フィーリングス（ブラザーズ・イン・リズム・ミックス）」(Finer Feelings (Brothers in Rhythm 7" mix))          |      |            |
| 2. | 「ファイナー・フィーリングス（ブラザーズ・イン・リズム・エクステンデッド）」(Finer Feelings (Brothers in Rhythm 12" mix)) |      |            |
| 3. | 「ファイナー・フィーリングス（オリジナル・ミックス）」(Finer Feelings)                                                    |      |            |
| 4. | 「クローサー（プレジャー・ミックス）」(Closer (The Pleasure Mix))                                                         |      |            |

## チャート
| チャート (1992年)                     | 最高順位 |
| ------------------------------------- | -------- |
| オーストラリア (ARIA)                 | 60       |
| ヨーロッパ (European Hot 100 Singles) | 38       |
| アイルランド (IRMA)                   | 16       |
| UK シングルス (OCC)                   | 11       |
| UK ダンス (Music Week)                | 54       |